# Просіки (пам'ятка природи)
Просіки — ботанічна пам'ятка природи місцевого значення. Об'єкт розташований на території Харківського району Харківської області, Бабаївське лісництво, квартал 14: виділи 5, 8.
Площа — 4,2 га, статус отриманий у 1984 році.